# Sangzhe
Sangzhe (kinesiska: 桑柘) är en köping i sydvästra Kina. Den ligger i Pengshui härad i storstadsområdet Chongqing,  omkring 180 kilometer öster om det centrala stadsdistriktet Yuzhong. Antalet invånare är 26 221. Befolkningen består av 12 364 kvinnor och 13 857 män. Barn under 15 år utgör 30 %, vuxna 15-64 år 59 %, och äldre över 65 år 10,0 %.